# Tricyphona bianchii
Tricyphona (Tricyphona) bianchii là một loài ruồi trong họ Pediciidae. Chúng phân bố ở vùng sinh thái Nearctic.